# Madame Petit
Madame Petit fue el burdel más lujoso y probablemente el más famoso de la ciudad de Barcelona. Sus orígenes se remontan a la Exposición Universal de Barcelona de 1888 y alcanzó su apogeo en torno a la Primera Guerra Mundial hasta la Guerra Civil Española.  Estaba situado en el histórico Barrio Chino de Barcelona, en la calle Arc del Teatre número 6.

## Historia
El burdel abrió sus puertas hacia 1888, cuando la Exposición Universal atrajo a numerosos visitantes a Barcelona. Al año siguiente fue denunciado por la Sección Especial de Higiene por no cumplir con la normativa para bares. Muchas de las prostitutas allí eran extranjeras, sobre todo francesas, que huían de la Primera Guerra Mundial, porque España era neutral durante la guerra. Había gente de todo el Puerto que promovía este negocio sobre todo durante los años en que estalló la guerra. Otras prostitutas eran alemanas, árabes y polacas y eran unas 100. Había una cubana que, debido a su tez oscura, hacía que los clientes hicieran cola para verla.
No hay ninguna prueba que demuestre la existencia de una «Madame Petit» la madame francesa que supuestamente dirigía el burdel inicialmente. Francisco Madrid nombra a Josep Urgarte como director del burdel en su libro Sangre en Atarazanas de 1926.
Madame Petit decayó después de la Guerra Civil y finalmente cerró en 1956, tras la ley que abolió la prostitución. Para entonces, el Madame Petit ya había perdido gran parte de su antiguo esplendor. El edificio se convirtió en una pensión llamada "Pensión Los Arcos", que también funcionó como burdel, tras el cierre de Madame Petit. Fue demolido en los años 90 como parte de un plan de regeneración urbana en El Raval. A 2019, el terreno aún permanece vacío.

## Instalaciones
La decoración del burdel Madame Petit era lujosa e incluía columnas con figuras desnudas grabadas y un techo pintado con motivos sexuales. También había vidrieras decoradas con bailarinas exóticas y otros temas adecuados, que se conservan en el Museo de Historia de Barcelona. Contaba también con un cine pornográfico. En 1910 se le añadió un restaurante.
El burdel atendía la mayoría de las fantasías sexuales. Una madre y una hija polacas atendían a aquellos que disfrutaban del sadomasoquismo . Una cabra y un cordero atendían a aquellos con tendencias zoofílicas. También se atendieron tríos. Una habitación tenía una cama lo suficientemente grande para seis personas y otra contenía un ataúd.
El burdel era conocido por su higiene. Las toallas y la ropa de cama se cambiaban después de cada cliente y fue el primer edificio de la ciudad en tener bidés instalados.